# MiSide
A MiSide egy horror elemekkel rendelkező kalandjáték, amelyet a két személyből álló AIHASTO orosz indie fejlesztőcsapat fejlesztett. Először 2023. augusztus 18-án jelent meg demóként az itch.io-n, majd 2024. december 11-én jelent meg a Steamen.

## Fejlesztés
A MiSide-ot az AIHASTO fejlesztette ki, két orosz független játékfejlesztő csapata: MakenCat, aki a játékot programozta és a karaktereket animálta, valamint Umeerai, aki a modellekről és a textúráiról gondoskodott. Egy orosz szinkroncsapat, a DreamCast orosz szinkront biztosított a játékhoz. Kana Hanaiva adta Mita japán hangját, aki korábban Lilja Katsuragi szerepéről volt ismert a Gakuen Idolmasterben.
A játék korai demója 2023 júliusában jelent meg az itch.io oldalon. 2023. augusztus 18-án megjelent a Steamen egy frissebb demó, amely háttérzenével és orosz szinkronnal egészült ki.

## Fordítás
Ez a szócikk részben vagy egészben  a   MiSide című angol Wikipédia-szócikk ezen változatának fordításán alapul.  Az eredeti cikk szerkesztőit annak laptörténete sorolja fel. Ez a jelzés csupán a megfogalmazás eredetét és a szerzői jogokat jelzi, nem szolgál a cikkben szereplő információk forrásmegjelöléseként.